# Hacı Əliyev
Hacı Azər oğlu Əliyev (ur. 21 kwietnia 1991 roku) – azerski zapaśnik walczący w stylu wolnym. Srebrny medalista olimpijski z Tokio 2020 w kategorii 65 kg i brązowy z Rio de Janeiro 2016 w kategorii 57 kg, a także ósmy w Paryżu 2024 w kategorii do 65 kg.
Triumfator mistrzostw świata w 2014, 2015 i 2017 roku. 
Mistrz Europy w 2014, 2018, 2019 i 2023. Mistrz igrzysk europejskich w 2019; trzeci w 2015. Mistrz igrzysk Solidarności Islamskiej w 2017 i 2021. Złoty medalista mistrzostw świata wojskowych w 2023. Brązowy medalista uniwersjady w 2013. Trzeci w indywidualnym Pucharze Świata w 2020. Drugi w Pucharze Świata w 2018 i trzeci w 2012; 2015 i 2017. Wicemistrz Europy juniorów z 2012 roku.